# AXsiZ
AXsiZ Co., Ltd. (株式会社AXsiZ Kabushiki-gaisha Akushizu?) es un estudio de animación japonés, fundado en 2011. Actualmente su sede se encuentra en Suginami, Tokio.

## Historia
AXsiZ fue fundado el 7 de julio de 2011 por el director de animación Yasuhiro Kuroda.
Desde su fundación, operaba como el segundo estudio de Studio Gokumi, compartiendo instalaciones en el edificio Daiichi Enomoto en el distrito de Suginami. Sin embargo, actualmente es independiente y se ha trasladado a otro edificio en el mismo distrito. El estudio se ha centrado principalmente en realizar trabajos de subcontratación para otras compañías, aunque su producción como contratista principal se ha realizado mayormente en colaboración con Studio Gokumi.
La producción principal independiente del estudio comenzó con la serie de anime para televisión Wagamama High Spec.

## Obras

### Series de televisión
| Año  | Título                                                          | Director(es)     | Fecha de primera transmisión | Fecha de última transmisión | Eps. | Notas | Refs.                |
| ---- | --------------------------------------------------------------- | ---------------- | ---------------------------- | --------------------------- | ---- | --- | -------------------- |
| 2016 | Kōkaku no Pandora                                               | Munenori Nawa    | 8 de enero de 2016           | 25 de marzo de 2016         | 12   | Adaptación de una serie de manga escrita por Masamune Shirow. Coproducido con Studio Gokumi.                   | [ 4 ]                |
| 2016 | Wagamama High Spec                                              | Satoshi Shimizu  | 11 de abril de 2016          | 28 de junio de 2016         | 12   | Basado en una novela visual para adultos de Madosoft.                                                          | [ 3 ]                |
| 2017 | Seiren                                                          | Tomoki Kobayashi | 5 de enero de 2017           | 23 de marzo de 2017         | 12   | Trabajo original. Coproducido con Studio Gokumi.                                                               | [ 5 ]                |
| 2018 | Rāmen Daisuki Koizumi-san                                       | Kenji Seto       | 4 de enero de 2018           | 22 de marzo de 2018         | 12   | Adaptación de una serie de manga escrita por Naru Narumi. Coproducido con Studio Gokumi.                       | [ 6 ]                |
| 2018 | Tonari no Kyūketsuki-san                                        | Noriyaki Akitaya | 5 de octubre de 2018         | 21 de diciembre de 2018     | 12   | Adaptación de una serie de manga escrita por Amatou. Coproducido con Studio Gokumi.                            | [ 7 ]                |
| 2018 | Ulysses: Jeanne d'Arc to Renkin no Kishi                        | Shin Itagaki     | 7 de octubre de 2018         | 30 de diciembre de 2018     | 12   | Adaptación de una serie de novelas ligeras escritas por Mikage Kasuga.                                         | [ 8 ]                |
| 2020 | Maesetsu!                                                       | Yuu Nobuta       | 11 de octubre de 2020        | 27 de diciembre de 2020     | 12   | Trabajo original. Coproducido con Studio Gokumi.                                                               | [ 9 ]                |
| 2022 | Shūmatsu no Harem                                               | Yuu Nobuta       | 7 de enero de 2022           | 18 de marzo de 2022         | 11   | Adaptación de una serie de manga escrita por LINK e ilustrada por Kotaro Shōno. Coproducido con Studio Gokumi. | [ 10 ]               |
| 2023 | Yumemiru Danshi wa Genjitsushugisha                             | Kazuomi Koga     | 4 de julio de 2023           | 19 de septiembre de 2023    | 12   | Adaptación de las novelas ligeras escritas por Okemaru. Coproducido con Studio Gokumi.                         | [ 11 ]               |
| 2023 | Jidōhanbaiki ni Umarekawatta Ore wa Meikyū ni Samayō            | Noriaki Akitaya  | 5 de julio de 2023           | 20 de septiembre de 2023    | 12   | Adaptación de las novelas ligeras escritas por Hirukuma. Coproducido con Studio Gokumi.                        | [ 12 ]               |
| 2025 | Class no Daikirai na Joshi to Kekkon Suru Koto ni Natta.        | Hiroyuki Oshima  | 3 de enero de 2025           | 21 de marzo de 2025         | 12   | Adaptación de las novelas ligeras escritas por Seiju Amano. Coproducido con Studio Gokumi.                     | [ 13 ] [ 14 ] [ 15 ] |
| 2025 | Jidōhanbaiki ni Umarekawatta Ore wa Meikyū ni Samayō 2nd Season | Takashi Yamamoto | 2 de julio de 2025           | —                           | —    | Secuela de Jidōhanbaiki ni Umarekawatta Ore wa Meikyū ni Samayō. Coproducido con Studio Gokumi.                | [ 16 ] [ 17 ]        |

### Películas
| Año  | Título            | Director      | Nota(s)                                                                                                | Refs.  |
| ---- | ----------------- | ------------- | --- | ------ |
| 2015 | Kōkaku no Pandora | Munenori Nawa | Una adaptación cinematográfica de la serie de manga de Masamune Shirow. Coproducida con Studio Gokumi. | [ 18 ] |